# Гангские дельфины (род)
Гангские дельфины (лат. Platanista) — род зубатых китов из одноимённого семейства (Platanistidae), включающий два вида: собственно гангский дельфин (Platanista gangetica) и индский дельфин (Platanista minor). Относится к нетаксономической группе речных дельфинов, но фактически представляет собой отдельную реликтовую эволюционную ветвь.
Род внесён в Приложение I СИТЕС. 

## Таксономия
Род Platanista был описан Иоганном Георгом Ваглером в 1830 году; зоолог выделял в составе рода только один вид — Platanista gangetica (ранее известный как Delphinus gangetica). Монотипия рода оставалась общепринятой до 1970-х годов. В 1970—1990-х годах некоторые авторы разделяли единый вид P. gangetica на два: собственно P. gangetica и P. indi (позже P. minor). Сторонники данной классификации аргументировали её географической изоляцией индского и гангского дельфинов, различиями в строении носовых гребней на черепе, шестого и седьмого шейных позвонков, а также в составе белков крови, и разным соотношением липидов холестерина в ворвани. В 1972 году Т. Касуя отмечал, что длина хвоста индского дельфина больше, чем у гангского, хотя, по его мнению, этого недостаточно для выделения самостоятельных видов. 
С 1998 года и до недавних пор аргументация сторонников выделения двух видов обычно считалась сомнительной из-за небольшой выборки экземпляров, в том числе малого количества исследованных взрослых особей, и отсутствия статистического анализа. Браулик и соавторы (2015) провели исследование митохондриальной ДНК индского и ганского дельфинов, которое показало, что эти два таксона всё же могут быть отдельными видами. В таксономической ревизии 2021 года Браулик и коллеги подытожили, что обе популяции достаточно отличны генетически и морфологически, чтобы их можно было считать самостоятельными видами. Разделение было признано Международным союзом охраны природы, Обществом морской маммалогии и Американским обществом маммалогов.

## Эволюционная история
Гангские дельфины являются филогенетическими реликтами семейства Platanistidae и надсемейства Platanistoidea; последнее разошлось со своими ближайшими современными родственниками (клада Ziphiidae + Delphinida) около 29 млн лет. Традиционно гангских дельфинов и других пресноводных зубатых китов объединяли в группу речных дельфинов. Однако, по современным представлениям, гангские дельфины образуют совершенно отдельную эволюционную ветвь зубатых китов. Вопреки названию и внешнему сходству, ни один из «речных дельфинов» не относится к семейству дельфиновых (Delphinidae; собственно дельфины).
Согласно откалиброванным байесовским молекулярным часам Браулика и соавторов (2015), индский и гангский дельфины разошлись около 550 000 лет назад. Предположительно, сначала их предки заселили бассейн Ганга, а затем проникли в воды Инда во время одного из сильных разливов реки с востока на запад. В результате, индская и гангская популяции оказались репродуктивно изолированными.
По ныне опровергнутой точке зрения, в конце плиоцена современные Инд, Ганг и нижнее течение Брахмапутры представляли собой единую тёкшую на запад реку Индобрахма, по которой дельфины могли свободно расселяться. Современные исследования геоморфологии свидетельствуют о том, что речные системы Инда и Ганга-Брахмапутры оставались раздельными на протяжении примерно 45—55 миллионов лет.